# Leptogyra eritmeta
Leptogyra eritmeta là một loài ốc biển, là động vật thân mềm chân bụng sống ở biển thuộc họ Melanodrymiidae.